# Perucká tabule
Perucká tabule je geomorfologický okrsek ve střední a jihozápadní části Řipské tabule, ležící v okresech Litoměřice a Louny v Ústeckém kraji a okresech Kladno a Mělník ve Středočeském kraji.

## Poloha a sídla

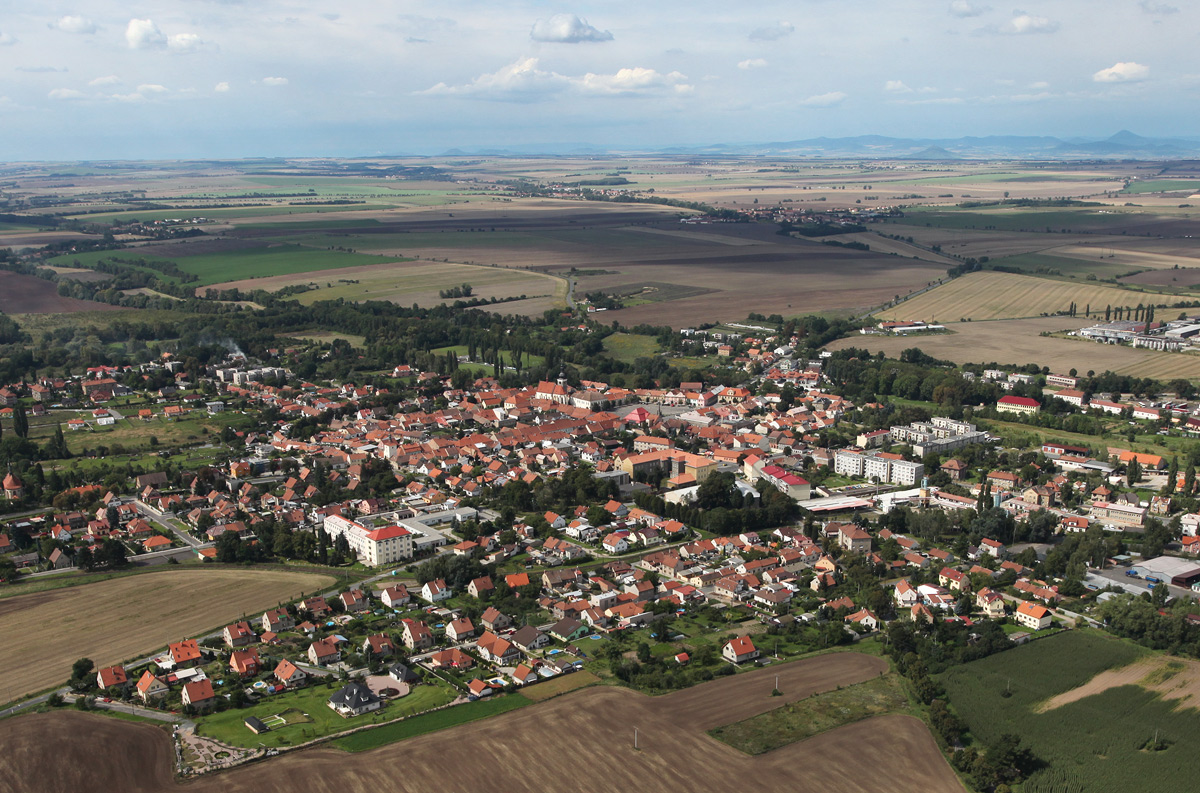
Velvary ve Velvarské kotlině

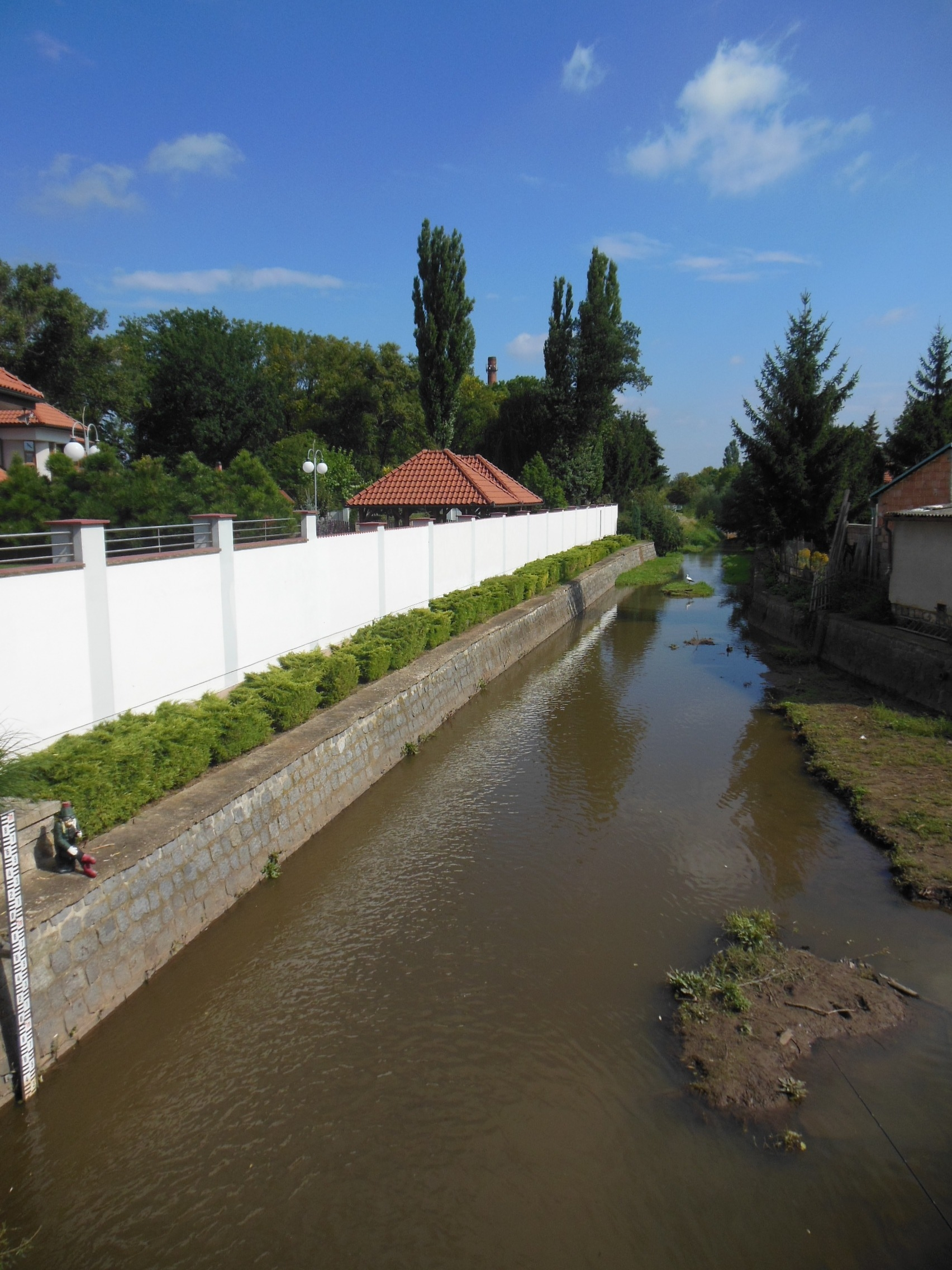
Bakovský potok ve Velvarech

Území okrsku se rozkládá zhruba mezi sídly Libochovice a Budyně nad Ohří (na severu), Straškov-Vodochody (na severovýchodě), Kralupy nad Vltavou (na jihovýchodě), Slaný (na jihu) a Hříškov (na západě). Uvnitř okrsku leží městysy Vraný a Zlonice, větší obce Mšené-lázně a Klobuky, titulní obec Peruc, větší části též město Velvary.

## Charakter území
Okrsek zahrnuje chráněná území PP V hlubokém, PP Bohouškova skalka, PP Hradiště, PP Hobšovický rybník, PP Pod Šibenicí, PP Štola Stradonice, PR Myslivna (část), PřP Dolní Poohří a PřP Džbán.

## Geomorfologické členění
Okrsek Perucká tabule (dle značení Jaromíra Demka VIB–1B–1) náleží do celku Dolnooharská tabule a podcelku Řipská tabule. Dále se člení na podokrsky Černochovská tabule na západě a severu, Zlonická tabule v centru, na jihu, severu i východě a Velvarská kotlina na jihovýchodě.
Tabule sousedí s dalšími okrsky Dolnooharské tabule: Krabčická plošina na východě, Budyňská pahorkatina, Oharská niva a Dolnooharská niva na severu a Smolnická stupňovina na západě. Dále sousedí s celky Pražská plošina na jihu a Džbán na jihozápadě.

## Významné vrcholy
- Na Drahách (348 m), Zlonická tabule
- Řipec (313 m), Zlonická tabule

Nejvyšším bodem okrsku je vrstevnice (410 m) v Černochovské tabuli, při hranici s celkem Džbán.